# 玉女峰 (華山)
玉女峰是華山的中峰，依附在東峰西側的小峰，在東、西、南 3 峰的中央。歷史記載秦穆公女兒貌美，精曉音律，和華山隱士蕭史是知音，後結為夫婦。